# Sandra de Sá
Sandra de Sá   (Rio de Janeiro, 27 d'agost de 1955) és una cantant, compositora i instrumentista brasilera.
La seva veu profunda i poderosa prové de la seva identitat africana, ja que és néta d'una capverdiana. Ha guanyat diversos premis a la millor cantant i millor cançó/disc, considerada una exponent en diversos gèneres musicals, amb un focus en la música popular brasilera i la música negra mundial.

## Biografia i carrera professional
Carioca del barri ferroviari de Pilares, la música està en la seva genètica, ja que el seu pare era bateria. Acompanyant el seu pare en els concerts durant la seva adolescència, Sandra va assistir al balls de gafieira, samba i de soul, a Pilares i rodalia, així com a Caprichosos de Pilares, l'escola de samba on desfila fins avui. Gaudint cada cop més de l'univers musical, va aprendre per si mateixa a tocar la guitarra i va començar a compondre les seves lletres. Amb l'ànim dels seus pares, va començar a actuar a les escoles de samba i en poc temps, Sandra de Sá va ser considerada la reina del soul brasiler.
Alguns l'anomenaren «la Tim Maia amb faldilla», perquè s'identifica amb el cantant en l'equilibri i en el timbre baix de la seva veu, a més de les seves històries junts, com el famós videoclip de l'èxitòs Vale Tudo (Tim va triar Sandra per fer duet amb ell). Es van fer grans amics i van fer molts espectacles junts per tot el Brasil. Cazuza va dir que era «la Billie Holiday brasilera».
Per les seves lletres de forta consciència social, va guanyar premis com a cantant i compositora en diversos festivals de música popular brasilera, en els quals, en general, va ser inscrita per la seva amiga Fafy Siqueira. L'any 1977 va començar a estudiar psicologia a la Universidade Gama Filho, un curs que va haver d'abandonar gairebé tan bon punt el va acabar, ja que va destacar com a compositora, amb una de les seves composicions de l'època, Morenando, gravada per Leci Brandão. Poc després, també va destacar com a intèrpret.

### Dècada del 1980
El veritable èxit, com a cantant, va arribar a principis de la dècada del 1980. Al Festival de Música Popular Brasilera MPB 80, de la Rede Globo, Sandra Sá (com es deia aleshores; «de Sá», el seu cognom real, es va incloure al seu nom artístic uns anys més tard) va classificar Demônio Colorido entre les deu finalistes i la cançó va tenir repercussió nacional. La seva inscripció en aquest festival ja era fruit de l'amistat entre ella i la família Araújo, João i Lucinha, pares d'Agenor (o Cazuza), quan encara no era cantant professional. Després del festival, Sandra va ser contractada pel segell RGE, on Cazuza va treballar com a promotor.
L'amistat entre ella i Cazuza també va donar lloc a moments destacables en la seva carrera professional, ja que el primer gran espectacle amb la banda de Cazuza, Barão Vermelho, va ser l'espectacle inaugural de Sandra al Morro d'Urca, RJ.
La trajectòria de la Sandra, a la dècada del 1980, va ser fulminant, nous discos d'èxit, composicions pròpies i de grans autors, concerts arreu del país. A més de convertir-se en una dels grans cantants de bandes sonores i estrenes de telenovel·les, com Enredo do Meu Samba, Picadinho de Macho, entre d'altres. En aquella època, van sorgir els grans èxits de la seva carrera, les cançons Retratos e Canções, Joga Fora no Lixo, Bye Bye Tristeza i Solidão.

### Dècada del 1990
A la dècada del 1990, Sandra va tenir una forta presència al mercat a través d'enregistraments amb Djavan, Marina Lima, Carlinhos Brown, la banda Titãs, el cor de gòspel Monte Mariah (USA), Herbert Viana, entre d'altres.
I per a èxits com: Sozinha (va ser la primera a convertir la composició del compositor Peninha en un èxit, seguida de Tim Maia i Caetano Veloso), Vamos a viver, Soul de Verão, etc. Va gravar un disc en honor al seu amic Tim Maia, un èxit de crítica.
En aquella dècada, Sandra va crear l'expressió «Música Preta Brasileira» (Música Negra Brasilera), jugant amb les sigles «MPB» (Música Popular Brasilera). Segons Sandra, «la nostra música és essencialment negra (plena de swing i bamboleig), ja que comença i acaba amb el tambor, amb el swing. No hi ha cap ritme que cantem o toquem aquí que no contingui un toc de brasilerisme. Aquesta és la nostra destressa, perquè si és popular, és de la nostra gent, molt mestissa».

### Dècada del 2000
L'any 2000, entre concerts i esdeveniments, va gravar el seu disc Momentos que Marcam Demais amb la participació especial de Marcelo Falcão (O Rappa), el raper Gabriel o Pensador i Cássia Eller. El seu espectacle va ser escollit per l'espectacle Brasil 500 anys a Miami, Estats Units d'Amèrica. L'any 2001, entre els espectacles de la gira de l'àlbum, va fer un dels espectacles més comentats al festival Rock in Rio per la seva participació a Tenda Brasil. També va participar en l'acte Independence Day a Nova York. El terme Música Preta Brasileira a també va donar nom al projecte musical alternatiu que va desenvolupar del 2001 al 2005 al costat de Toni Garrido i Zé Ricardo. En el projecte, van cantar cançons de Tim Maia (de la fase Racional) i Jorge Ben Jor (del disc A Tábua de Esmeralda). L'any 2002 va gravar un disc en homenatge a Motown amb una selecció de grans èxits, tots versionats en portuguès, amb la participació de Djavan, Smokey Robinson i el raper Rappin Hood. També va participar activament a l'escenari musical (format Jam sessions) de l'esdeveniment Telefônica Open Air.
A finals del 2003, celebrant el 25è aniversari de la seva carrera, va publicar el seu primer disc en directe amb la participació de la cantant Alcione, Toni Garrido, Luciana Mello i el seu company de cançons Gabriel o Pensador. Així, fa una gira per Brasil i ha estat per alguns països com Portugal, Cap Verd i els Estats Units d'Amèrica. Va ser honrada per l'Ajuntament de Rio de Janeiro i va ser escollida per nomenar l'amfiteatre més gran de Rio de Janeiro, un espai d'entreteniment i educació a Santa Cruz, a l'oest de la ciutat. Va ser escollida per la població, per la seva representativitat i accions socials. La inauguració va ser amb una presentació a la comunitat local.
L'any 2005, a més dels espectacles al Brasil, va debutar al teatre al costat del director i escriptor Miguel Falabella i l'actriu Stella Miranda, a més d'un gran repartiment a l'obra nadalenca No Pé da Árvore de Natal. Aquest mateix any, va participar en la sèrie Sob Nova Direção, amb les actrius Ingrid Guimarães i Heloísa Périssé. A finals d'any, després d'una llarga demora en els tràmits d'enregistrament i publicació, va sortir el seu primer DVD, que s'havia gravat l'any 2003. A Portugal, reforçant el vincle amb la terra, després d'enregistrar algunes cançons de Pedro Abrunhosa, des del 1997, Sandra arriba a Portugal amb l'èxit del duet amb Abrunhosa, Eu não sei quem te perdeu, i no només canta a duet al seu espectacle, sinó que també participa en l'esdeveniment Optimus Open Air, que reuneix cinema i música. Després marxa cap a França per a concerts a l'esdeveniment Any del Brasil a França.
Sandra també va destacar com a actriu a la sèrie Antônia, sobre cantants de rap dels afores de São Paulo, una producció independent del cineasta Fernando Meirelles, emesa a partir del novembre de 2006 per Rede Globo. Aquell mateix any, va participar al festival Rock in Rio Lisboa, i durant la Copa del Món FIFA de 2006, a Berlín (Alemanya), no només va cantar amb Ivete Sangalo, sinó que també va actuar al «Projecte Copa da Cultura» al costat de Gilberto Gil, de la qual forma part del Carnaval do Expresso 2222 durant deu anys al Carnaval de Bahia.
L'any 2007, a més d'espectacles al Brasil, va iniciar el projecte i investigació Batucofonia, amb el qual va realitzar una temporada d'espectacles a Rio; va promoure al Brasil, juntament amb el repartiment, la pel·lícula Antônia, que va ser la font de la sèrie estrenada l'any anterior per TV Globo. Va actuar amb Monobloco, Toni Garrido, Simoninha, Carlinhos Brown, Alcione, Roberto Frejat, Margareth Menezes, MV Bill, Sérgio Loroza, Dora Vergueiro i Sampa Crew, entre molts altres. Va participar en el DVD de Meninos do Morumbi i Sampa Crew, tots dos a São Paulo.
L'any 2006, Sandra va participar en la segona temporada del concurs de talents Dança dos Famosos, que forma part del programa Domingão do Faustão, quedant cinquena a la competició.
El 2018, va participar en un altre concurs de talents al Programa do Faustão, la segona temporada de Show dos Famosos, ocupant-se sisè lloc.
Va fer l'espectacle de cloenda dels Jocs Parapanamericans del 2007. Va treballar en el projecte «Quilombola», visitant quilombos per tot el Brasil i participant activament en les accions de la Fundació Cultural Palmares i SEPPIR. A finals de 2007, va continuar el procés d'investigació i composició del seu nou disc, entrant a l'estudi a petició del públic.
L'any 2008, Sandra va ser convidada pel president de Fiocruz i pel ministre de Salut a formar part de la Comissió Nacional de Determinants Socials de la Salut (CNDSS, Comissão Nacional de Determinantes Sociais da Saúde) i també va fundar, amb un grup d'artistes, intel·lectuals i opinió, AABRARTE, (Afro-Acadèmia Brasilera d'Art), que té reunions, gairebé mensualment, a l'espai cedit pel CCC (Centro Cultural Cartola). Per aquesta acció i pel seu protagonisme en l'univers artístic i cultural, va rebre un altre premi d'Afrrobrás i va ser escollida junt amb Margareth Menezes com a representant de la Festa da Consciência Negra, promoguda per l'Ajuntament d'União dos Palmares, Alagoas.
Va participar en l'exposició Mulheres, interpretant Chiquinha Gonzaga. Com a directora, va produir i desenvolupar l'espectacle del compositor i company Macau, que va donar lloc a un espectacle a Festlip, al costat de noms de la música africana al Circo Voador. Al barri de Lapa de Rio de Janeiro, Sandra va cantar amb Arlindo Cruz en la Fundição Progresso. Va participar en el concert i enregistrament del DVD Cazuza 50 anos en la platja de Copacabana. El seu espectacle va ser escollit per a la inauguració de la Casa d'Art de Quissamã i per a l'aniversari de la ciutat de Petrópolis.
Sempre implicada en accions socials, ja siguin dirigides a Sociedade Viva Cazuza o a la seva Lona Cultural, Sandra sempre és participativa. L'any 2003 també va desenvolupar, amb l'actriu Danielle Suzuki, l'acció social Natal + Colorido, quan es van recollir joguines i llibres per a la seva distribució en comunitats necessitades, realitzada per ella. En els darrers anys ha donat suport al projecte musical amb infants i adolescents del CCC (Centro Cultural Cartola) en la posada en marxa de la classe de flauta. Dona suport activament a accions de CUFA com ara el llançament Falcão - Mulheres do tráfico.
A finals del 2008 va fer alguns espectacles que destacaven pel seu caràcter social, l'espectacle promogut per Rede Globo, Natal Sem Fome dos Sonhos (emmarcat en el moviment Acció Ciutadana contra la Fam, la Misèria i la Vida) i l'espectacle Natal Alles Blau Blu, quan va reunir alguns artistes en una presentació a Blumenau per ajudar els damnificats de les inundacions.
L'any 2009, Sandra va començar l'any prioritzant la continuació del procés d'investigació i gravació del seu disc, estava personalment a l'estudi els dies no feiners, sempre fent paral·lelismes amb la seva agenda de concerts. Després, va marxar al Brasil, entre concerts i actes diversos. Aficionada al Clube de Regatas do Flamengo, Sandra va declarar en una entrevista a SporTV que, el dia que el Flamengo va decidir el Campionat de Brasil de 1992 contra el Botafogo, es trobava a São Paulo, i, quan va veure, per televisió, que la reixa protectora de la grada sector destinat als aficionats del Flamengo es va trencar i diversos aficionats van caure sobre tanta gent que hi havia en general, que la seva primera reacció va ser aixecar-se de la cadira i fer un gest d'intentar agafar la gent que estava caient, com si fos realment possible.

### Dècada del 2010
El gener de 2010 es va dividir entre assajos a les Escoles de Samba de Rio (Mangueira) i São Paulo (Leandro de Itaquera). Al febrer, durant la setmana de llançament del seu àlbum AfricaNatividade - Cheiro de Brasil (Universal Music en col·laboració amb Nega Produções), Sandra va sentir dolor i va ser hospitalitzada a l'Hospital São Lucas, diagnosticada de diverticulitis, però va rebre l'alta al cap de 5 dies.
Va ser una de les homenatjades per una de les escoles de samba més tradicionals de Rio de Janeiro, Mangueira, sota el tema «Mangueira É Música do Brasil», en el 6è Sector-Tropicália, amb una ala als Festivals de Música amb la vestit Demônio Colorido, el nom de la composició de Sandra que va «defensar» al Festival da TV Globo MPB 80, així que Sandra va anar al costat de Milton Nascimento a la carrossa que representa els Festivals de Música i Tropicália. Al Carnaval de São Paulo, va debutar com a intèrpret oficial de Leandro de Itaquera, al costat de Betto Muniz. Tot i que l'escola va tenir problemes durant la cercavila, com els cotxes trencats, que van provocar un molt mal resultat en el càlcul, fet que va fer baixar l'escola del Grupo Especial, la participació especial de Sandra va ser un dels moments destacats durant el pas de Leandro pel Sambódromo Anhembi.
El 2019, va compondre una samba-enredo en honor a Elza Soares, composta en col·laboració amb DR Márcio, Igor Vianna, Jefferson Oliveira, Prof. Laranjo, Renan Diniz, Solano Santos i Telmo Augusto i elegits per al Carnaval 2020.

### Dècada del 2020
El 2021, Sandra va participar en la primera temporada del telerealitat The Masked Singer Brasil, sent eliminada el 21 de setembre. Durant la seva participació, el seu rostre va estar cobert amb un vestit de gira-sol tot el temps, sense que ningú conegués la seva identitat, que només es va revelar en la seva eliminació.
El 2022 va debutar al cinema, actuant a la pel·lícula Barraco de Família.
El març de 2023 va llançar el senzill Liberô Geral, un samba-rock en col·laboració amb Macau, gravat fa 10 anys pel grup de pagode Bom Gosto.

## Vida personal
Sandra i el cantautor Cazuza eren grans amics, tant que l'artista infantil Jorge de Sá, el fill de Sandra, va estar a casa dels pares de Cazuza, coordinat per Lucinha Araújo, la mare de l'artista. Cazuza va ser el padrí del bateig del nadó, fruit de la relació de Sandra amb Tom Saga, un compositor que va conèixer en un concert a Muriaé, Minas Gerais. Van començar a sortir la mateixa nit que es van conèixer i van anar junts a Rio de Janeiro. Sandra ja li havia deixat clar que no volia res seriós, malgrat que ell insistia en una relació estable. Sandra no es va voler casar mai i, des que va començar a actuar i a guanyar-se els seus diners, als vint anys d'edat, va marxar de casa i se'n va anar a viure sola, ja que volia la seva independència. Per descuit, es va quedar embarassada i, al mateix temps, va voler acabar amb la relació, ja que mai va voler comprometre's amb ningú. Tom Saga va acceptar, però amb la condició que també participés en la vida del seu fill. Així que el tracte es va fer. Com que estava embarassada i apareixia sempre sola, va ser acusada d'haver-se fet una inseminació artificial, però nega els rumors que va tenir un fill per «producció independent» i assegura que tots els seus amics i familiars saben qui és el pare de Jorge, el seu fill, i que va viure amb el seu pare i els seus germanastres tota la vida. Fins i tot amb una agenda atapeïda de concerts, va alletar el seu fill fins als dos anys d'edat i el va cuidar sense mainadera. El seu gran somni actualment és ser àvia.
A principis del 2015 va assumir la seva bisexualitat, i va afirmar que «les diferents formes de sexualitat, com l'homosexualitat i la bisexualitat, són regals que una persona desenvolupa amb el temps, però que no és una opció: es neix així».
El 2017 es va casar amb la compositora Simone Floresta.

## Discografia
| Àlbums d'estudi - Demônio Colorido (1980) - Sandra Sá (1982) - Vale Tudo (1983) - Sandra Sá (1984) - Sandra Sá (1986) - Sandra Sá (1988) - Sandra! (1990) - Lucky! (1991) - D'Sá (1993) - Olhos Coloridos (1995) - A Lua Sabe Quem Eu Sou (1996) - Eu Sempre Fui Sincero, Você Sabe Muito Bem (1998) - Momentos Que Marcam Demais (2000) - Pare, Olhe, Escute! (2002) - Sandra de Sá tradueix èxits de Motown - AfricaNatividade - Cheiro de Brasil (2010) - Lado B (2015) | Àlbums en directe - Música Preta Brasileira (2003) Col·leccions - Maxximum (2005) - Novo Millennium (2005) Participacions - Um Barzinho, Um Violão - Ao Vivo (2002) - Tudo é Festa, MC Marcinho (2011) Videoàlbums - Música Preta Brasileira (2006) |

### Premis
- Troféu Imprensa: Melhor Música: Solidão (1987)[18]
- Prêmio Sharp: Melhor Cantora (1988)[19]
- Prêmio Sharp: Melhor Disco (1988)[19]
- Troféu Imprensa: Melhor Cantora (1990)[19]
- Prêmio Sharp: Melhor Cantora (1993)[19]
- Prêmio Sharp: Melhor Cantora (1995)[19]
- Prêmio Sharp: Melhor Música: Sozinha (1996)[19]
- 16º Prêmio da Música Brasileira: Melhor Cantora de Pop/Rock (2005)[19]

## Filmografia

### Televisió
| Any  | Títol                    | Paper       | Notes        |
| ---- | ------------------------ | ----------- | ------------ |
| 2018 | Show dos Famosos         | Participant | 2a temporada |
| 2021 | The Masked Singer Brasil | Girassol    | 1a temporada |

### Cinema
| Any  | Títol              | Paper   |
| ---- | ------------------ | ------- |
| 2022 | Barraco de Família | Zuleika |